# HMS Inglefield (1936)
HMS Inglefield (D02) (Корабль Его Величества «Инглфилд») — британский лидер эскадренных миноносцев типа I. Назван в честь адмирала XIX века сэра Эдварда Августа Инглфилда (1820—1894), единственный корабль, носившей это название. Построен для Королевского флота в 1936 году. С июля по сентябрь 1943 года участвовал во вторжении на Сицилию, а в январе-феврале 1944 года — в десантной операции у Анцио. 25 февраля 1944 года потоплен немецкой управляемой бомбой «HS-293A». Потери экипажа составили 37 человек. Место гибели корабля — точка с координатами 41°26′ с. ш. 12°38′ в. д..

## Конструкция
Конструктивно повторил «Харди», но был вооружён пятитрубными, а не четырёхтрубными торпедными аппаратами. Последний лидер который ведёт свою родословную от лидеров времён Первой мировой войны типа «Шекспир». В это время в иностранных флотах уже давно были более крупные эсминцы например — итальянские «Навигатори» (1870 т, 6 120-мм, 6 533 ТА) и японские «Фубуки» (1750 т шесть 127-мм орудий, девятью 610-мм ТА). Начиная с программы 1936 года, британский флот стал строить более крупные эсминцы типа «Трайбл», которые имели большее почти в полтора раза водоизмещение.
| Сравнительные ТТХ стандартных лидеров специальной постройки |                                     |                                    |                                    |
| Тип                                                         | «Кодрингтон»                        | «Эксмут» и «Фолкнор»               | «Гренвилл», «Харди», «Инглфилд»    |
| Построено единиц                                            | 1                                   | 2                                  | 3                                  |
| Водоизмещение, стандартное/полное, т                        | 1540/2012                           | 1495/2049 т («Exmouth»), 1460/2009 | 1455—1544/2033—2081                |
| Артиллерийское вооружение                                   | 120-мм/45 — 5 × 1, 40-мм/39 — 2 × 1 | 120-мм/45 — 5 × 1, 12,7-мм — 2 × 4 | 120-мм/45 — 5 × 1, 12,7-мм — 2 × 4 |
| Торпедное вооружение                                        | 2 × 4 — 533-мм ТА                   | 2 × 4 — 533-мм ТА                  | 2 × 4 — 533-мм ТА                  |
| Энергетическая установка                                    | паротурбинная, 39 000 л. с.         | паротурбинная, 38 000 л. с.        | паротурбинная, 38 000 л. с.        |
| Максимальная скорость, узлов                                | 35                                  | 36,75                              | 36 — 36,5                          |
| Дальность плавания, мили                                    | 4800 на 15 узлах                    | 6350 на 15 узлах                   | 5530 на 15 узлах                   |

### Архитектурный облик
Лидер имел две трубы. Корма традиционной для англичан формы полукруглая с почти плоским образованием короткого подзора.

### Энергетическая установка

#### Главная энергетическая установка
Три Адмиралтейских котла. Две турбины (высокого и низкого давления) и редуктор составляли турбозубчатый агрегат. Размещение ГЭУ — линейное. Котлы размещались в изолированных отсеках, турбины — в общем машинном отделении, при этом были отделены от турбин водонепроницаемой переборкой.
Рабочее давление пара — 21 кгс/см² (20,3 атм.), температура — 327 °C.

#### Дальность плавания и скорость хода
Проектная мощность составляла 38 000 л. с., что должно было обеспечить скорость хода (при полной нагрузке) в 31,5 узла. Максимальная проектная скорость 36 узлов.
На испытаниях «Инглфилд» развил 36,69 узла.
Запас топлива хранился в топливных танках, вмещавших 470 дл. т (477 т) мазута, что обеспечивало дальность плавания 5530 миль 15-узловым ходом или 1500 миль полным ходом.

### Вооружение
На лидер установили пять 120-мм орудий Mark IX с длиной ствола 45 калибров на установках CP XVII. Максимальный угол возвышения 40°, снижения 10°. Масса снаряда 22,7 кг, начальная скорость 807 м/с. Орудия обладали скорострельностью 10 — 12 выстрелов в минуту. Система управления артогнём состояла из трёхметровый дальномер MS.20 и ПУАО — «директор для эсминцев» (DCT) Mk.I.

#### Зенитное вооружение
Зенитное вооружение составляли пара счетверённых 12,7-мм пулемёта, Vickers .50.

#### Торпедное вооружение
Торпедное вооружение включало в себя два 533-мм пятитрубных торпедных аппарата PR.l.

#### Противолодочное вооружение
Противолодочное вооружение состояло из гидролокатора, бомбосбрасывателя, двух бомбомётов, двадцати глубинных бомб.

## Модернизации
В 1942 году «Инглфилд» прошёл модернизацию. У обоих пятитрубных торпедных аппаратов было убрано по одной трубе. Установили четыре 20-мм зенитных орудия «Эрликон». Орудие «Y» главного калибра сняли, а на его место установили 76-мм зенитное орудие. Также на корабле установили радиолокационную станцию 286 и радиопеленгатор HF/DF.

## Служба
После подъёма военно-морского флага отправлен в Средиземное море, где стал лидером 2-й флотилии эсминцев. Базировался на Мальте. Во время Гражданской войны в Испании патрулировал у испанского побережья, в рамках «Комитета по невмешательству».
5 сентября 1939 года вместе с флотилией переведён в Гибралтар.
16 сентября 1939 года сопровождал авианосец HMS Courageous во время противолодочного патруля. В октябре 1939 года переведён в состав флота Метрополии. 25 февраля 1940 года принял участие в потоплении немецкой подводной лодки U-63. Участвовал в Норвежской операции британской армии. В августе — сентябре 1940 года переведен на юг для участия в операции против Дакара. Французские береговые батареи добились попадания в корабль.
После ремонта возвращён в действующий флот. В мае 1941 года «Инглфилд» участвовал в поиске немецкого линкора «Бисмарк». В июле — августе находился в охранении авианосцев, наносивших удары по немецким базам Киркенесе и Петсамо.
В 1942 году прошёл модернизацию и был занят охраной арктических конвоев. В марте 1942 года вместе с 15 другими эсминцами Британского флота, прикрывал прохождение советского конвоя PQ-13 в Мурманск и обратного конвоя QP-9. В мае 1942 года, вместе с авианосцем «Уосп» входил в состав дальнего прикрытия конвоя PQ-15 и обратного конвоя QP-11.
В апреле 1943 года зачислен в состав 4-й группы поддержки. Участвовал в решающей фазе битвы за Атлантику. В конце мая переведён в Средиземное море.
С июля по сентябрь участвовал во вторжении на Сицилию, а в январе — феврале 1944 года — в десантной операции у Анцио. 23—24 января 1944 года действовал у побережья в районе Формии, артиллерийским огнём подавляя передвижение противника по прибрежной дороге. Совместно с крейсером HMS Mauritius 28 января 1944 года оказывал огневую поддержку военной операции в Анцио.
15 февраля 1944 года сопровождал корабль с боеприпасами из Неаполя в Анцио.
25 февраля 1944 года потоплен немецкой управляемой бомбой «HS-293». Потери экипажа составили 35 человек, 157 выжило. Место гибели корабля — точка с координатами 41°26′ с. ш. 12°38′ в. д. .